# آر. ميخائيل روبرتس
آر. ميخائيل روبرتس (بالإنجليزية: R. Michael Roberts)‏ هو أحيائي أمريكي، ولد في 1940.

## وصلات خارجية
- الموقع الرسمي